# Okáč
Okáč je české společné jméno pro několik rodů motýlů z čeledi babočkovitých z podčeledi okáči. Jméno okáč nesou tyto rody:

## Rody vyskytující se v přírodě ČR
- rod Aphantopus Wallengren, 1853
  - okáč prosíčkový (Aphantopus hyperantus) (Linnaeus, 1758)

- rod Arethusana Lesse, 1951
  - okáč kostřavový (Arethusana arethusa) (Den. & Schiff., 1775)

- rod Brintesia Fruhstorfer, 1911
  - okáč voňavkový (Brintesia circe) (Fabricius, 1775)

- rod Coenonympha Hübner, 1819
  - okáč hnědý (Coenonympha hero) (Linnaeus, 1761)
  - okáč poháňkový (Coenonympha pamphilus) (Linnaeus, 1758)
  - okáč strdivkový (Coenonympha arcania) (Linnaeus, 1761)
  - okáč stříbrooký (Coenonympha tullia) (Müller, 1764)
  - okáč třeslicový (Coenonympha glycerion) (Borkhausen, 1788)

- rod Erebia Dalman, 1816
  - okáč černohnědý (Erebia ligea) (Linnaeus, 1758)
  - okáč horský (Erebia epiphron) (Knoch, 1783)
  - okáč kluběnkový (Erebia aethiops) (Esper, 1777)
  - okáč menší (Erebia sudetica) Staudinger, 1861
  - okáč rosičkový (Erebia medusa) (Den. & Schiff., 1775)
  - okáč rudopásný (Erebia euryale) (Esper, 1805)

- rod Hipparchia Fabricius, 1807
  - okáč bělopásný (Hipparchia alcyone) (Den. & Schiff., 1775) (syn = Hipparchia aelia)
  - okáč medyňkový (Hipparchia fagi) (Scopoli, 1763)
  - okáč metlicový (Hipparchia semele) (Linnaeus, 1758)
  - okáč písečný (Hipparchia statilinus) (Hufnagel, 1766)

- rod Hyponephele Muschamp, 1915
  - okáč středomořský (Hyponephele lupinus) (Costa, 1836)
  - okáč šedohnědý (Hyponephele lycaon) (Rottemburg, 1775)

- rod Chazara Moore, 1893
  - okáč skalní (Chazara briseis) (Linnaeus, 1764)

- rod Lasiommata Westwood, 1841
  - okáč ječmínkový (Lasiommata maera) (Linnaeus, 1758)
  - okáč stínovaný (Lasiommata petropolitana) (Fabricius, 1787)
  - okáč zední (Lasiommata megera) (Linnaeus, 1767)

- rod Lopinga Moore, 1893
  - okáč jílkový (Lopinga achine) (Scopoli, 1763)

- rod Maniola Schrank, 1801
  - okáč luční (Maniola jurtina) (Linnaeus, 1758)

- rod Melanargia Meigen, 1828
  - okáč bojínkový (Melanargia galathea) (Linnaeus, 1758)

- rod Minois Hübner, 1819
  - okáč ovsový (Minois dryas) (Scopoli, 1763)

- rod Pararge Hübner, 1819
  - okáč pýrový (Pararge aegeria) (Linnaeus, 1758)

- rod Pyronia Hübner, 1819
  - okáč lipnicový (Pyronia tithonus) (Linnaeus, 1767)[1][2]

## Rody žijící mimo území ČR
- Amphidecta Butler, 1867
- Argestina Riley, 1923
- Argyronympha Mathew, 1886
- Argyrophenga Doubleday, 1845
- Argyrophorus Blanchard, 1852
- Archeuptychia Forster, 1964
- Boerebia (Bober, 1809)
- Caenoptychia Le Cerf, 1919
- Caeruleuptychia Forster, 1964
- Cissia Doubleday, 1848
- Coenyra Hewitson, 1865
- Dira Hübner, 1819
- Elymnias Hübner, 1818
- Melanitis Fabricius, 1807[1][2]